# Ридлі-Парк (Пенсільванія)
Ридлі-Парк (англ. Ridley Park) — місто (англ. borough) в США, в окрузі Делавер штату Пенсільванія. Населення — 7186 осіб (2020).

## Географія
Ридлі-Парк розташоване за координатами 39°52′41″ пн. ш. 75°19′32″ зх. д. / 39.87806° пн. ш. 75.32556° зх. д. (39.877989, -75.325471).  За даними Бюро перепису населення США в 2010 році місто мало площу 2,81 км², з яких 2,79 км² — суходіл та 0,01 км² — водойми.

## Демографія
Згідно з переписом 2010 року, у селищі мешкали 7002 особи в 2965 домогосподарствах у складі 1844 родин. Густота населення становила 2495 осіб/км².  Було 3162 помешкання (1127/км²).
Расовий склад населення:
| - 95,3 % — білих - 2,0 % — чорних або афроамериканців - 1,2 % — азіатів - 0,1 % — корінних американців |

До двох чи більше рас належало 1,1 %. Частка іспаномовних становила 1,4 % від усіх жителів.
За віковим діапазоном населення розподілялося таким чином: 19,4 % — особи молодші 18 років, 64,2 % — особи у віці 18—64 років, 16,4 % — особи у віці 65 років та старші. Медіана віку мешканця становила 43,4 року. На 100 осіб жіночої статі у селищі припадало 93,5 чоловіків;  на 100 жінок у віці від 18 років та старших — 90,2 чоловіків також старших 18 років.
Середній дохід на одне домашнє господарство  становив 79 252 долари США (медіана — 65 260), а середній дохід на одну сім'ю — 98 555 доларів (медіана — 82 807). Медіана доходів становила 54 297 доларів для чоловіків та 44 912 долари для жінок. За межею бідності перебувало 7,4 % осіб, у тому числі 3,7 % дітей у віці до 18 років та 11,7 % осіб у віці 65 років та старших.
Цивільне працевлаштоване населення становило 3651 особа. Основні галузі зайнятості: освіта, охорона здоров'я та соціальна допомога — 29,0 %, науковці, спеціалісти, менеджери — 9,8 %, фінанси, страхування та нерухомість — 9,8 %.